# كأس فرنسا 2009–10
كأس فرنسا 2009–10 (بالفرنسية: Coupe de France de football 2009-2010)‏ هو الموسم 93 من  كأس فرنسا. أقيم بتاريخ 12 أغسطس 2009، وأشرف على تنظيمه اتحاد فرنسا لكرة القدم، وكان عدد الأندية المشاركة فيه  7.317، وفاز فيه باريس سان جيرمان.